# Holocraspedon parallelum
Holocraspedon parallelum är en fjärilsart som beskrevs av Semper 1899. Holocraspedon parallelum ingår i släktet Holocraspedon och familjen björnspinnare. Inga underarter finns listade i Catalogue of Life.